# Arroyo Guatén
El arroyo Guatén (también conocido como Guadatén o como Humanejos) es una corriente fluvial de 36 kilómetros de longitud que atraviesa la comarca de la Sagra desde su comienzo en Humanes de Madrid en la Comunidad de Madrid hasta su desembocadura como afluente por el margen derecho del río Tajo en Villaseca de la Sagra, ya en la provincia de Toledo.

## Etimología
El nombre Guatén o Guadatén proviene del árabe, Wadi-t-Tin, que significa río del barro.

## Curso
Tradicionalmente se considera que el arroyo de Guatén nace en la laguna de los Peces dentro del municipio madrileño de Torrejón de Velasco. No obstante, el arroyo Guatén supone hoy en día la continuación de un sistema fluvial cuyo nacimiento puede localizarse en el término municipal de Humanes de Madrid, conocido como el arroyo de Valdehondillo del Prado, el cual desciende por el paraje de El Prado de la Casa y, tras recibir aportaciones de otros arroyos como el arroyo de las Arroyadas, pasa a ser conocido como el arroyo de Humanejos a su paso por la localidad de Parla, atravesando donde hace siglos se encontraba el desaparecido asentamiento de Humanejos, hoy día se ha recuperado una superficie a su alrededor de 270.000 metros, el cual lleva el nombre de bosque del Arroyo Humanejos. Es a su salida de esta localidad, en Torrejón de Velasco donde se considera que tradicionalmente nace el arroyo Guatén.
El arroyo Guatén es el remanente de la vieja cuenca del río Manzanares, denominada la depresión Prados-Guatén, proveniente del nombre del arroyo Guatén y del arroyo Prados (hoy en día casi inexistente, consumido por el casco urbano de Pinto) que desembocan respectivamente en el río Tajo y en el río Manzanares. Hace unos 750.000 años, en el pleistoceno medio, el río Manzanares, que desembocaba directamente en el río Tajo siguiendo la depresión del actual Guatén, fue capturado por el río Jarama debido a procesos tectónicos. La cuenca del actual arroyo Guatén, con sus depósitos fluviales, es el remanente de este antiguo cauce del Manzanares. 
El Guatén recorre la zona oriental del municipio de Torrejón de Velasco de norte a sur para entrar en la provincia de Toledo a la altura de Yeles, cuyo núcleo poblacional atraviesa y donde recibe las aguas del arroyo de Bobadilla por su derecha. A su paso por el este de Yeles, parte del arroyo se encuentra canalizado y está previsto que otros 2200 metros restantes también se canalicen.
Continúa con su recorrido en dirección sur para pasar al este del casco urbano de Pantoja, tras lo cual hace un pequeño arco hacia el oeste en Cobeja. Continuando hacia el sur, tras pasar bajo la acequia real del Jarama, entra en el término municipal de Villaseca de la Sagra, en cuyo límite este con Alameda de la Sagra desemboca finalmente en el río Tajo, tras un curso de 36 kilómetros (sin considerar su curso alto con el nombre de Humanejos) o 48 kilómetros si se considera todo el sistema fluvial.
Aparece descrito en el noveno volumen del Diccionario geográfico-estadístico-histórico de España y sus posesiones de Ultramar de Pascual Madoz de la siguiente manera:

GUATEN ó GUADATEN: arroyo en la prov. de Toledo: nace en térm. de Moraleja (Madrid), atraviesa el camino de Toledo 1/ 2 leg. al S. de Parla, despues corre en direccion de N. á S. y pasando junto á los pueblos de Torrejon de Velasco, Yeles, Pantoja y Coveja, desagua en el Tajo no lejos de la barca de Aceca.
(Madoz, 1847, p. 58)